# Henry Tonks

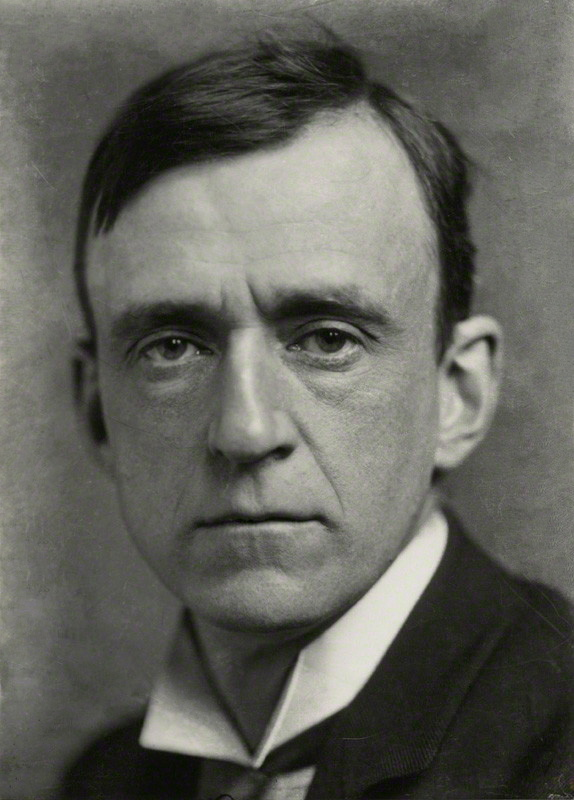
Henry Tonks (1902)

Henry Tonks (* 9. April 1862 in Birmingham; † 8. Januar 1937 in London) war ein britischer Arzt und Maler. Er gehörte zu den ersten englischen Künstlern die von den französischen Impressionisten beeinflusst wurden.

## Leben

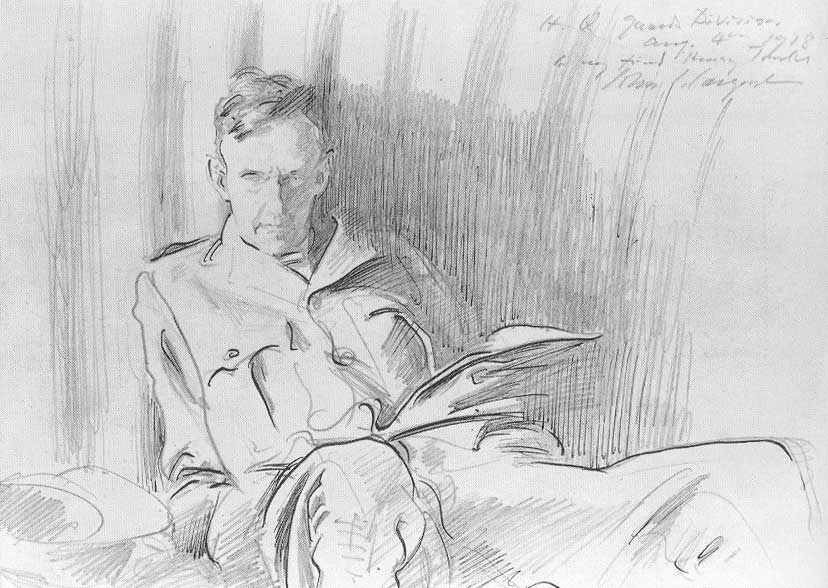
John Singer Sargent: Henry Tonks, Kohlezeichnung, 1918

Henry Tonks stammte aus einer wohlhabenden Familie aus Birmingham. Nach Abschluss am Clifton College in Bristol fing er sein Medizinstudium an der University of Brighton (1882–1885) und am Royal London Hospital (1885–1888) an. Im Jahre 1888 erhielt Tonk seinen Doktor der Medizin und bekam eine Anstellung am Royal Free Hospital in London.
Seine ersten Zeichenstunden nahm er an der London Technical Institut bei dem Maler Frederick Brown, der ihn eindringlich zum Berufswechsel riet. Ab dem Jahr 1892 lehrte er an der Slade School of Fine Art – die Kunstschule der University College London. Zu seinen Schülern gehörten, unter anderem Harold Gilman, Spencer Gore, Augustus John, William Orpen, Gwen John, Stanley Spencer, Mark Gertler, David Bomberg, Beatrix Dobie und Isaac Rosenberg. Mit James McNeill Whistler, Walter Sickert und John Singer Sargent verband ihn eine enge Freundschaft.
Während des Ersten Weltkrieges diente Tonks in Frankreich und gehörte dem Royal Army Medical Corps an. Als Arzt und Künstler leistete er Wegbereiterarbeit bei der Plastischen Chirurgie. Zusammen mit John Singer Sargent wurde er auch zum offiziellen Frontmaler ernannt und fertigte eine Vielzahl von Kriegsbildern. Nach dem Krieg wurde Henry Tonks zum Mitglied des New English Art Clubs und später zum Präsidenten der Slade School of Fine Art gewählt und behielt diesen Posten bis zu seiner Pensionierung im Jahr 1930.

## Werke (Auswahl)

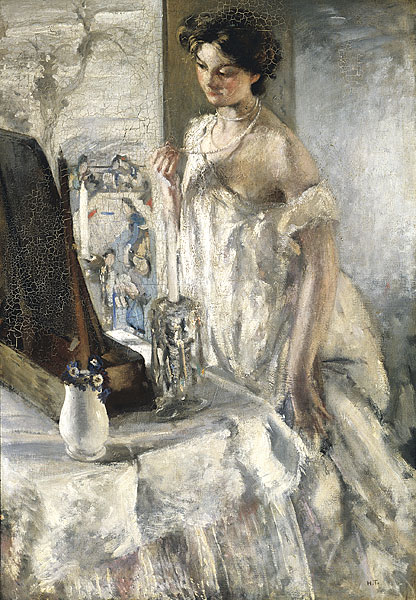
The Pearl Necklace, um 1905
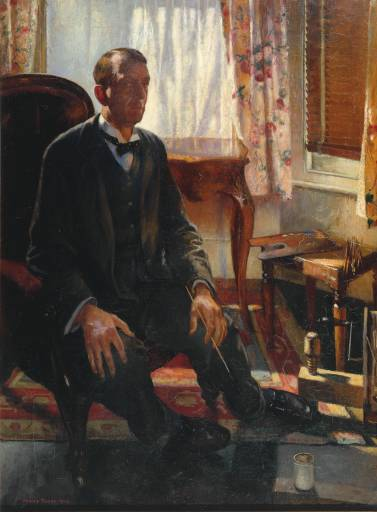
Selfportrait, 1909
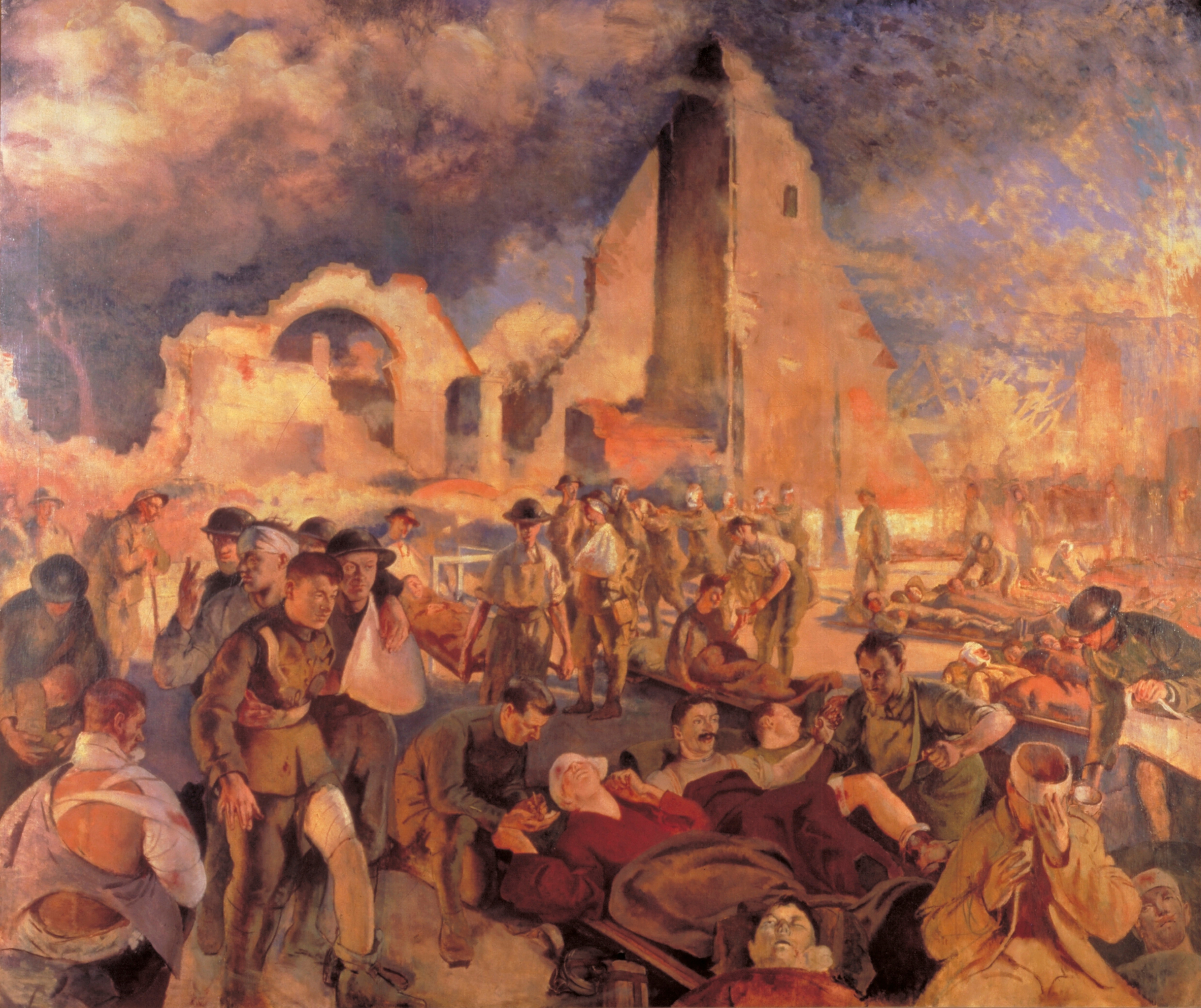
An Advanced Dressing Station in France, 1918
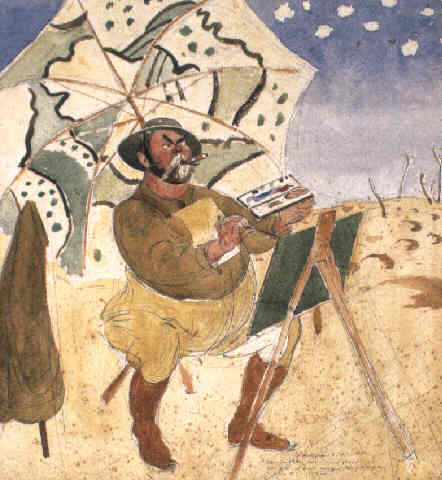
John Singer Sargent painting, 1918
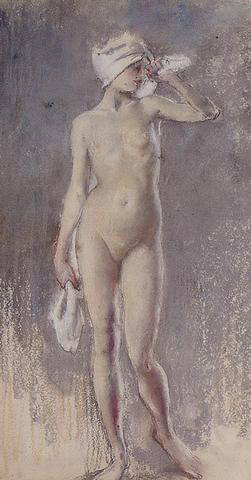
Standing figure, 1918

## Sonstiges
Bei der »Tonking-Technik«, benannt nach Henry Tonks, werden Zeichnungen möglichst kontrastreich mit Zeichenkohle gezeichnet und danach mit einem Tuch weggeschlagen oder verwischt. Dabei wird die Dichte gemindert und man kann nun wieder mit Kohle Details herausarbeiten.